# Aponychus sarjui
Aponychus sarjui är en spindeldjursart som beskrevs av Gupta 1980. Aponychus sarjui ingår i släktet Aponychus och familjen Tetranychidae. Inga underarter finns listade i Catalogue of Life.